# Gaj (gromada w powiecie koneckim)
Gaj – dawna gromada, czyli najmniejsza jednostka podziału terytorialnego Polskiej Rzeczypospolitej Ludowej w latach 1954–1972.
Gromady, z gromadzkimi radami narodowymi (GRN) jako organami władzy najniższego stopnia na wsi, funkcjonowały od reformy reorganizującej administrację wiejską przeprowadzonej jesienią 1954 do momentu ich zniesienia z dniem 1 stycznia 1973, tym samym wypierając organizację gminną w latach 1954–1972.
Gromadę Gaj z siedzibą GRN w Gaju utworzono – jako jedną z 8759 gromad na obszarze Polski – w powiecie koneckim w woj. kieleckim, na mocy uchwały nr 13d/54 WRN w Kielcach z dnia 29 września 1954. W skład jednostki weszły obszary dotychczasowych gromad Chałupki, Gaj, Jabłonna i Policzko ze zniesionej gminy Przedbórz w powiecie koneckim, obszar dotychczasowej gromady Józefów oraz miejscowość Giepnerów z dotychczasowej gromady Kaleń ze zniesionej gminy Góry Mokre w powiecie koneckim oraz obszary dotychczasowych gromad Wymysłów i Wyrębiska ze zniesionej gminy Dobromierz w powiecie włoszczowskim. Dla gromady ustalono 13 członków gromadzkiej rady narodowej.
Gromadę zniesiono 1 stycznia 1959, a jej obszar włączono do gromad Nosalewice (wsie Chałupki, Gaj, Jabłonna, Policzko i Wymysłów, kolonie Policzko, Wyrębiska i Nowiny Dobromierskie oraz przysiółki Grobelka, Brzostek, Chojny Policzkowskie i Biały Brzeg) i Góry Mokre (kolonie Józefów i Giepnerów) w tymże powiecie.